# Pristimantis altae
Pristimantis altae är en groddjursart som först beskrevs av Dunn 1942.  Pristimantis altae ingår i släktet Pristimantis och familjen Strabomantidae. IUCN kategoriserar arten globalt som nära hotad. Inga underarter finns listade i Catalogue of Life.